# Вайль, Пётр Львович
Пётр Льво́вич Вайль (29 сентября 1949, Рига — 7 декабря 2009, Прага) — советский и американский журналист, писатель, бывший ведущий радио «Свобода» и главный редактор его Русской службы.

## Биография
Пётр Львович родился в Риге, где окончил школу № 22. В 1964 году поступил на Судостроительный факультет Рижского Технического института. Проучившись три года, ушел из института и сразу же был зачислен в ряды Советской армии. До и после армии работал грузчиком, пожарным, кладбищенским рабочим. Окончил редакторский факультет Московского полиграфического института. Вернувшись в Ригу, был несколько лет ответственным секретарем в газете «Советская молодёжь».
В 1977 году эмигрировал в США. По его собственному признанию, «эмигрировать из СССР меня заставило осознание того, что, работая в Риге, видел собственную жизнь до старости, а это было нестерпимо. Я хотел увидеть мир и читать те книжки, которые хочу читать. Мир увидел, а книжки не только прочитал, но некоторые и написал».
Сотрудничал с газетами «Новое русское слово» и «Новый американец», где главным редактором был Сергей Довлатов, а также с журналом «Семь дней».
В 1984 г. поступил работать в нью-йоркское отделение Русской службы радио «Свобода», которое возглавил в 1988 году. Многие годы дружил и тесно сотрудничал с Александром Генисом. Они выпускали совместные выпуски культурологической программы «Поверх барьеров» в 1984—1987 гг.
В 1995 году Вайль переехал в Прагу, где стал вначале заместителем директора Русской службы по информационным, потом — по тематическим программам. Последние годы был Главным редактором Русской службы. Вёл на радио цикл передач «Герои времени».
Эссе и статьи Петра Вайля опубликованы в ста двадцати периодических изданиях в течение тридцати лет, включая журналы «Вокруг света», «GEO».
Автор книги «Гений места», которая переиздавалась четыре раза. Ведущий одноимённого цикла телепередач (2005—2006, 23 серии по 26 минут каждая) на телеканале «Культура».
Составитель и автор предисловий к книгам Иосифа Бродского «Рождественские стихи», «Пересеченная местность», «Труды и дни».
Член редакционных советов журналов «Иностранная литература» и «Знамя», член-основатель Академии русской современной словесности. Член Экспертного совета Гильдии киноведов и кинокритиков России.
Лауреат нескольких литературных премий:
- Премия Фонда «Знамя» за лучшее литературно-критическое сочинение 1994 года — «Великий город, окраина империи. Литературный пейзаж Нью-Йорка» («Знамя» 10/94).
- Премия Фонда «Знамя» за лучший проект 1996 года (совместно с Львом Лосевым) — «Иосиф Бродский: труды и дни» («Знамя» № 4, 6, 8, 10, 11, 12 / 1996).
- Российско-германская «Премия имени Карельского» за лучшее сочинение 1996 года о Германии — «Тайны сапожного мастерства. Нюрнберг-Сакс, Мюнхен-Вагнер» («Иностранная литература» № 11 / 1996).
- Премия российских критиков «Зоил» за лучшее сочинение в журнале «Иностранная литература» за 1998 год — Главы из книги «Гений места» (№ 2, 4, 6, 8, 10, 12 / 1998).
- Финалист премии «Малый Букер» — «Гений места» (1999 г.).
- По итогам опроса читателей журнала «Иностранная литература» в 1997 году — единственный русский автор последнего десятилетия, попавший в десятку (9-е место). Среди пишущих non-fiction — второй (после Нормана Мейлера).

Скончался 7 декабря 2009 года, на 61-м году жизни, в Праге в результате инфаркта. Похоронен на кладбище Сан-Микеле в Венеции, которое упоминал в книге «Гений места» в главе, посвященной Венеции, и которое в соответствующей серии телецикла назвал «возможно, лучшим пересыльным этапом из этого мира в тот». Бродя по кладбищу, на котором ему предстояло упокоиться, Петр Вайль рассуждал о Дягилеве, Стравинском и Бродском как о людях, больше других в XX веке сделавших для сближения русской и западной культур, что в немалой степени относится и к самому Вайлю.

## Семья
- Первая жена — Рая Вайль, журналист, сотрудница Радио «Свобода». Вместе со своим мужем Петром Вайлем и сыном эмигрировала в 1977 году и поселилась в Нью-Йорке. Скончалась в апреле 2021 года.
  - Сын — Константин Вайль.
    - Внучка — Екатерина, студентка, живёт в США[7].
- Вторая жена — Элла (Элеонора) Вайль[8].

### Автор
- «Гений места»
- «Карта Родины»
- «Стихи про меня»
- «Слово в пути»
- «Свобода — точка отсчёта»
- «Картины Италии»
- «Застолье Петра Вайля»

### В соавторстве сАлександром Генисом
- «Современная русская проза»
- «Потерянный рай»
- «60-е: Мир советского человека»
- «Американа»
- «Русская кухня в изгнании»
- «Родная речь»

### Составитель
- Бродский И. «Рождественские стихи»
- Бродский И. «Пересечённая местность»
- «Иосиф Бродский: труды и дни» совместно с Л. Лосевым

## Общественная позиция
В 2001 году подписал письмо в защиту телеканала НТВ. В 2003 году — письмо против войны в Чечне.

## Память
- 2014 — Документальный фильм телеканала «Культура» «Острова. Пётр Вайль. Неоконченная книга» (автор и режиссёр Екатерина Вещева)
- 2014 — Документальный фильм Радио Свобода «Пётр Вайль. Кино про меня» (авторы Ольга Логинова, Валентин Барышников)[11]
- 2019 — Специальный эфир Радио Свобода «Писатель, коллега и друг. Наш Петр Вайль» (ведущие Елена Фанайлова, Иван Толстой)[12]